# Рогирс, Руди
Руди Рогирс (нидерл. Rudy Rogiers; род. 17 февраля 1961, коммуна Веттерен, провинция Восточная Фландрия, Бельгия)  — бельгийский профессиональный шоссейный велогонщик в 1983-1992 годах. Серебряный призёр чемпионата мира 1981 года в групповой гонке среди любителей

## Достижения
1981
1-й — Этап 2 Deux Jours du Gaverstreek
2-й  Чемпионат мира — Групповая гонка (любители)
2-й Internatie Reningelst
1982
1-й Тур Бельгии (любители)
1-й Париж — Рубе (любители)
1-й — Этап 3b Тур Валлонии
2-й Чемпионат Бельгии — Групповая гонка (любители)
2-й Омлоп Хет Ниувсблад (любители)
1983
9-й Дварс дор Фландерен
1984
2-й Париж — Рубе
6-й Гран Пьемонте
9-й Тур Фландрии
1985
9-й Четыре дня Дюнкерка — Генеральная классификация
1-й — Этап 2
1986
2-й Grand Prix de Plumelec-Morbihan
1987
8-й Tour d'Armorique — Генеральная классификация
1989
10-й Elfstedenronde
1992
9-й Тур Кёльна

## Статистика выступлений

### Гранд-туры
| Гранд-тур                 | 1983 | 1984 | 1985 | 1986 | 1987 | 1988 | 1989 | 1990 | 1991 | 1992 |
| ------------------------- | ---- | ---- | ---- | ---- | ---- | ---- | ---- | ---- | ---- | ---- |
| Джиро д’Италия            | —    | —    | —    | —    | —    | —    | —    | —    | —    | 123  |
| Тур де Франс              | 67   | НФ   | 70   | 104  | —    | —    | —    | —    | —    | —    |
| (c 2010 ) Вуэльта Испании | —    | —    | —    | —    | —    | —    | —    | 104  | —    | —    |

| —  | Не участвовал  |
| НФ | Не финишировал |